# Curtiss C-46 Commando
Il Curtiss C-46 Commando fu un aereo da trasporto bimotore ad ala bassa sviluppato dall'azienda aeronautica statunitense Curtiss-Wright Corporation negli anni quaranta ed impiegato nei teatri bellici della seconda guerra mondiale dall'United States Army Air Forces (USAAF), dall'United States Navy e dall'United States Marine Corps, questi ultimi con la denominazione R5C.
Il Commando, soprannominato amichevolmente dagli equipaggi "The Whale", (in inglese balena), o "Curtiss Calamity", pur ricoprendo lo stesso ruolo del celebre C-47 Dakota, si differenziava da quest'ultimo per la maggior potenza, autonomia e capacità di carico, doti apprezzate specialmente nel teatro bellico asiatico.

## Versioni
CW-20
progetto della versione civile di linea.
CW-20T
prototipo originale della versione di linea civile, dotato di un impennaggio bideriva con piano orizzontale dal pronunciato angolo di diedro ed elementi verticali posti alle sue estremità, motorizzato con due radiali Wright R-2600 da 1 700 hp (1 268 kW).
CW-20A
denominazione aziendale del C-55.
CW-20B
denominazione aziendale del C-46A.
CW-20B-1
denominazione aziendale del XC-46B.
CW-20B-2
denominazione aziendale del C-46D.
CW-20B-3
denominazione aziendale del C-46E.
CW-20B-4
denominazione aziendale del C-46F.
CW-20B-5
denominazione aziendale del C-46G.
CW-20E
denominazione aziendale del AC-46K.
CW-20G
denominazione aziendale del XC-46C.
CW-20H
denominazione aziendale del XC-46L.
C-55
versione militare del CW-20 dalla quale venne sviluppato il prototipo della versione da trasporto che assunse la designazione di XC-46.
C-46A

CX-46B

XC-46C

C-46D

C-46E

C-46F

C-46G

C-46H

C-46J

AC-46K
versione rimasta allo stadio progettuale
XC-46K

XC-46L

XC-113
versione dotata di un motore turboelica General Electric T-31 al posto dell'originale Pratt & Whitney R-2800 destro. Questo esemplare non ha mai preso il volo.
R5C-1
designazione della versione da trasporto militare in dotazione al United States Marine Corps.

## Utilizzatori

### Militari
Bolivia
- Fuerza Aérea Boliviana

 Brasile
- Força Aérea Brasileira

 Cina
- Chung-Hua Min-Kuo K'ung-Chün

 Cina

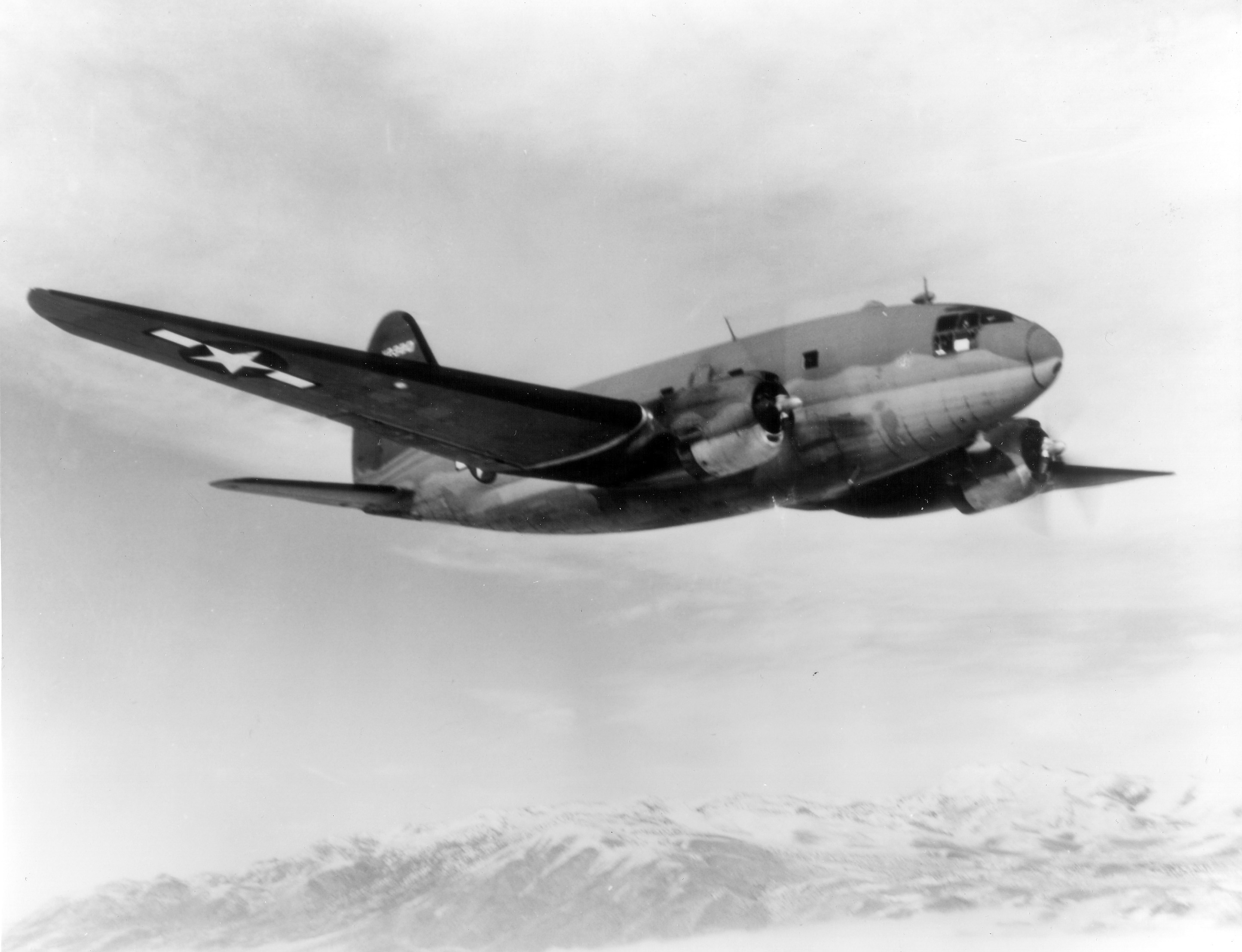
Vista frontale inferiore di un Curtiss C-46 Commando in volo.

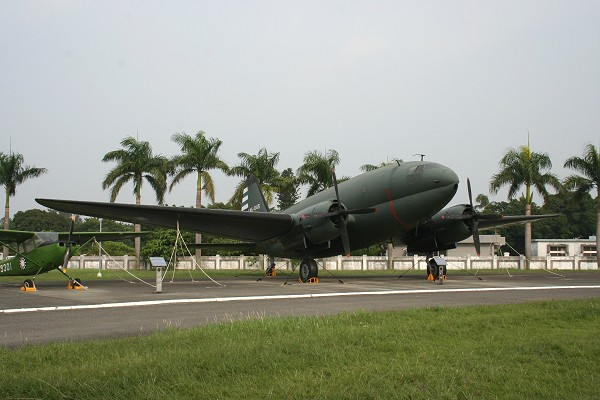
Il Curtiss C-46 della Chung-Hua Min-Kuo K'ung-Chün esposto al museo dell'aviazione militare, Gangshan, Taiwan.

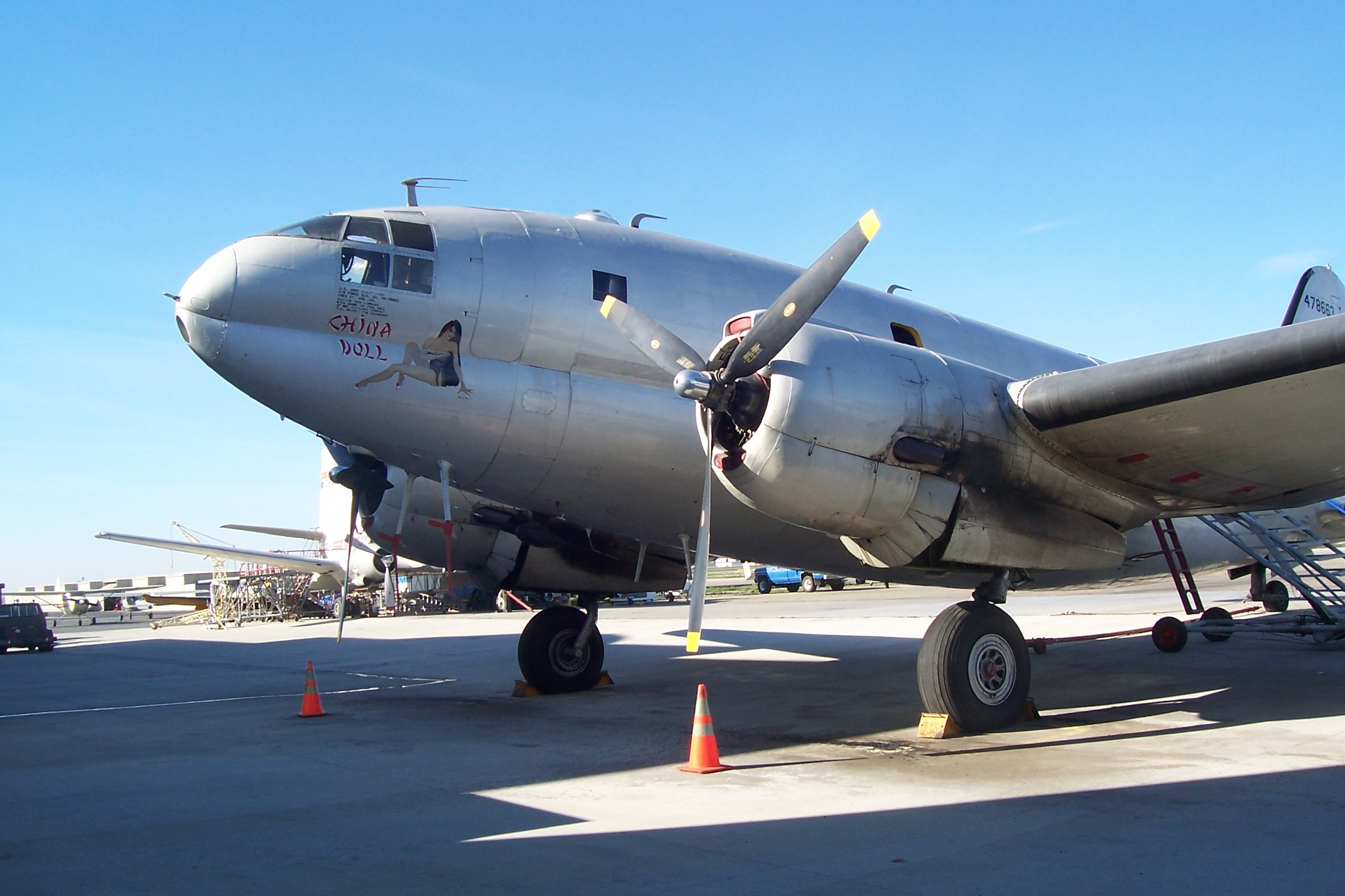
Vista frontale del C-46 Commando "China Doll".

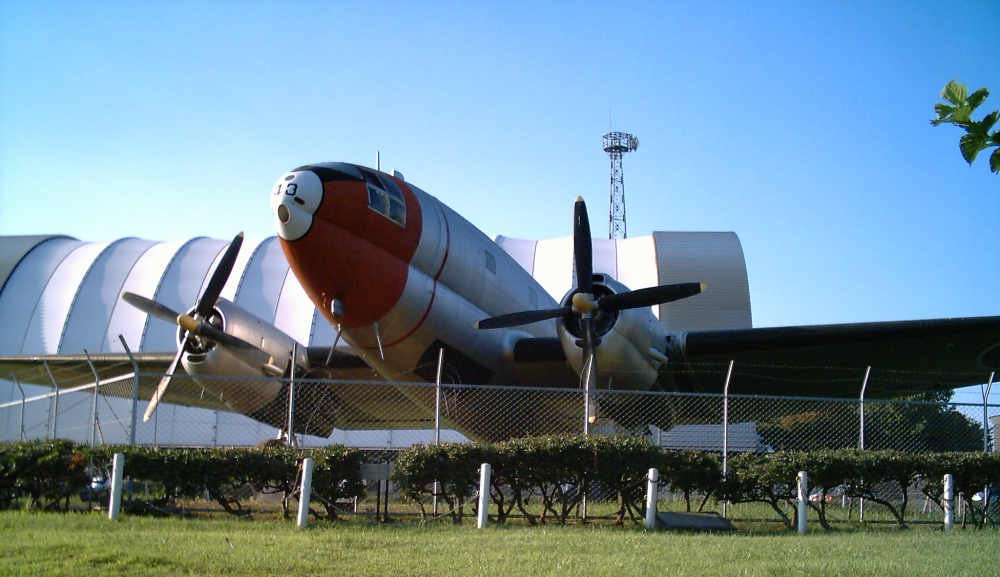
Un C-46 Commando in livrea giapponese esposto presso il Tokorozawa Koku Koen Park Saitama

- Zhōngguó Rénmín Jiěfàngjūn Kōngjūn

 Corea del Sud
- Daehan Minguk Gonggun

Colombia
- Aerosucre
- Líneas Aéreas Suramericanas

 Cuba
- Cuerpo de Aviación del Ejército de Cuba

 Rep. Dominicana
- Fuerza Aérea Dominicana

 Egitto
- Royal Egyptian Air Force

 Egitto
- Al-Quwwat al-Jawwiya al-Misriyya

 Giappone
- Kōkū Jieitai

 Haiti
- Corps d'Aviation d'Garde d'Haiti

 Israele
- Heyl Ha'Avir

 Messico
- Fuerza Aérea Mexicana

 Perù
- Fuerza Aérea del Perú

 Unione Sovietica
- Voenno-vozdušnye sily - un esemplare

 Stati Uniti
- United States Army Air Forces
- United States Air Force
- United States Marine Corps
- United States Navy

### Civili
Brasile
- SADIA
- Varig

 Canada
- Air Manitoba
- Buffalo Airways
- Lambair
- First Nations Transportation
- Pacific Western Airlines

 Irlanda

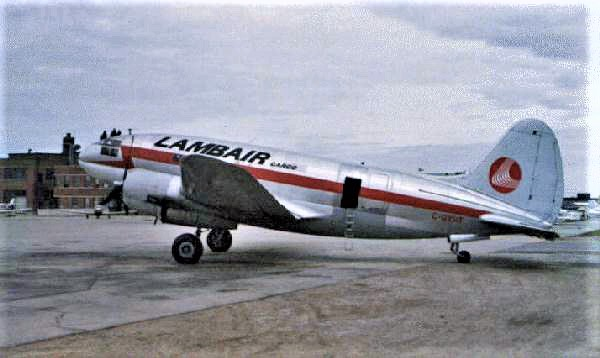
Il C-46 versione aereo di linea nei colori della compagnia aerea canadese Lambair.

- Irish International Airlines (Seaboard & Western Airlines)

 Italia
- Alitalia - Linee Aeree Italiane

 Kenya
- Relief Air Transport

 Regno Unito
- British Overseas Airways Corporation (BOAC) (CW-20)

 Stati Uniti
- Capitol Air (Capitol International Airways)
- Civil Air Transport (successivamente Air America)
- Delta Air Lines
- Resort Airlines
- Riddle Airlines

## Velivoli Comparabili
Stati Uniti
- Douglas C-47 Dakota/Skytrain

### Pubblicazioni
- (EN) William Green, Gordon Swanborough, Commando: A Dove from Curtiss-Wright, in Air Enthusiast, Thirty-four, settembre–dicembre 1987,  pp. 25-42, ISSN 0143-5450 (WC · ACNP).